# Луг (Качановська волость)
Луг (рос. Луг) — присілок в Палкінському районі Псковської області Російської Федерації.
Населення становить 29 осіб. Входить до складу муніципального утворення Качановська волость.

## Історія
Від 2015 року входить до складу муніципального утворення Качановська волость.

## Населення
| 2001 | 2002 | 2010 | 2013 | 2016 |
| ---- | ---- | ---- | ---- | ---- |
| 57   | ↘43  | ↘27  | ↗32  | ↘29  |